# 陳映真
陳永善（1937年11月8日—2016年11月22日 ），筆名陳映真、許南村、戴乃民、趙定一、陳善、陳善乃、陳秋彬、然而、石家駒等，男，祖籍福建省泉州府安溪縣，生於台灣新竹州竹南郡竹南街（今苗栗縣竹南鎮），臺灣文學作家。早年從事小說寫作，受社會主義思潮與魯迅所影響，在臺灣文壇上宣揚現實主義，故此他被認為是鄉土文學論戰中鄉土文學派的主要代表人物之一，也是臺灣戰後時期臺灣文學界的重要旗手。陳映真是雜誌《人間》的創辦者，因而被視為臺灣報導文學先驅人物之一。
除了在文學方面上頗有成就之外，由於陳映真鼓吹台灣與大陸實現中國和平統一這個理念，而且其反對台獨，加上其個人政治色彩濃厚，因此陳映真所發表的言論曾經引發不少爭議。

## 生平
陳映真原名陳映善，1937年生於日治臺灣新竹州竹南郡竹南街中港。筆名「陳映真」是其早逝孿生兄長的名字。兩歲時，他被過繼給三伯父，改名永善。1944年，隨伯父和生父一起到臺北鶯歌避難。1950年9月，陳映真進入臺北州立臺北第二中學校學習。1954年，留級一年後考上了成功高中。1957年，劉自然事件發生，與同讀成功高中的同學一起前往美國大使館前陳情；1958年9月，考取淡江英專外文系，在1959年，尉天聰邀請他向《筆匯》雜誌投稿，以小說〈麵攤〉出道文壇，隔年，他又在同刊投稿了多篇小說，並於1961年畢業。1962年，他到小金門軍中服役。1963年，陳映真在強恕高中任職英語教師。再進入輝瑞大藥廠工作。
1968年5月，他的朋友就陸續被捕，7月，蔣政府以「組織聚讀馬列共黨主義、魯迅等左翼書冊及為共產黨宣傳等罪名」，逮捕包括陳映真、李作成、吳耀忠、丘延亮、陳述孔、林華洲等36人，被稱為民主臺灣聯盟案；12月31日，陳映真被判處十年有期徒刑並移送臺東縣泰源監獄與綠島山莊。陳映真被捕時亦為《文學季刊》的編輯委員，季刊相關文人黃春明、尉天驄也遭到牽連，因而這次事件又被稱為「文季事件」。陳映真曾表述入獄對其思想之影響：「對自己走過道路進行了認真的反省，對社會現實有了更深刻的認識，開始由一個市鎮小知識分子走向一個憂國憂民的、愛國的知識分子」。1970年，他在台東山區的泰源監獄從《中央日報》中看到保釣運動的消息，並訂購《文季》季刊等雜誌。
1975年，陳映真因蔣介石去世百日特赦而提早三年出獄，出獄後仍然從事寫作，轉趨現實主義。1976年，他為《夏潮》雜誌做編輯。在臺灣鄉土文學論戰中發表〈建立民族文學的風格〉、〈文學來自社會反映社會〉、〈鄉土文學的盲點〉，反駁余光中等人對鄉土文學傾向於工農兵文學的立場一説所提出的批駁意見。
1979年10月3日，陳映真又被警備總部軍法處以涉嫌叛亂、拘捕防逃的理由，帶往調查局拘留。但在施明德、陳鼓應、白先勇、鄭愁予等人的聯署抗議下，於36小時後獲釋。
1985年11月，陳映真創辦以關懷被遺忘的弱勢者為主題之報導文學刊物《人間》；1989年7月成立人間出版社並擔任發行人。
陳映真始終堅持中國統一的主張。1980年代，陳映真繼續參與《文季》、《夏潮》等雜誌的編務，並在「中國結」與「臺灣結」之論戰中與臺灣本土派人士交鋒。在這次論爭中與陳映真進行辯論者，除陳芳明外，多於後來成為新潮流系之成員。1988年，與胡秋原等人成立「中國統一聯盟」並擔任首屆主席；事實上其許多作品都在相關理念規範下成型。1990年後，開始頻繁往來大陆與臺灣之間。在1989年天安門事件發生後，陳映真代表台灣文化界訪問北京，表明其支持平亂的立場，獲得江澤民接見。
1994年2月，陳映真於臺北市新生畫廊籌劃關於日治臺灣五十年《五十年枷鎖》照片展，展出歷史照片三百餘幅。1997年7月，受邀參加香港主權移交大典，籌劃香港殖民時期照片展於臺北市誠品書店；也參與1999年的「中華人民共和國建國五十週年大典」；並在1999年12月受邀參加澳門回歸大典。1996年獲中國社科院授予榮譽高級研究員。
2000年，陳映真在《聯合文學》雜誌九月號發表〈關於臺灣「社會性質」的進一步討論—答陳芳明先生〉一文透露：余光中曾將其文章中引述馬克思之處一一標出並加上批註，寄給當時國防部總政治作戰部主任王昇，告密其有馬克思主義的思想。這在當時處戒嚴狀態下的臺灣是“必死之罪”；在鄭學稼力勸千萬不能以鄉土文學興獄，徐復觀、胡秋原等人力保之下，他才僥倖躲過這場災禍。
2006年1月，針對《冰點》雜誌被中國中宣部查禁一事，龍應台發表致中國國家領導人胡錦濤的公開信〈請用文明來說服我〉。陳映真則發表〈文明和野蠻的辯證〉，表示其反對普世價值觀，其認為龍應台並未體認到中國的偉大之處，支持中國政府查禁書刊。同年6月，陳映真應中國人民大學邀請，擔任客座教授，並且定居於中國北京。同年9月26日，因中風入住北京朝陽醫院，病情曾改善並轉至普通病房；至10月16日再度中風陷入重度昏迷，入住於該醫院重症監護室。其醫藥費與生活費由中國國家單位負擔。
2010年6月，中國作家協會決議通過讓陳映真加入，並且給予中國作家協會第七屆全國委員會名譽副主席之職位。是繼金庸之後，第二位非中國大陸籍的名譽副主席，也是首位加入此協會的臺籍人士。
2016年11月22日，陳映真病逝於中國首都北京市。曾為《人間》編輯的作家季季在其作品《行走的樹》中形容陳映真當時已經「失其所有，成了真正的『無產階級』，不得不遠離家鄉，去了已經很資本主義化的左翼首都，病倒在那裏，失去了語言，失去了寫作能力」。包括其論敵陳芳明在內的許多人都對陳映真病逝一事表示哀悼，陳芳明這樣説：「雖然信仰不同，文學上不能輸給他。 …  但在寂寞的北京，多少人對他的離去會有感情？」

## 家庭
1977年，與陳麗娜結婚。

## 著作

### 小說
陳映真發表過數十篇中、短篇小說，於2001年由臺北洪範書店集結為六冊《陳映真小說集》：
1. 第一冊《我的弟弟康雄》（1959-1964）
2. 第二冊《唐倩的喜劇》（1964-1967）
3. 第三冊《上班族的一日》（1967-1979）
4. 第四冊《萬商帝君》（1980-1982）
5. 第五冊《鈴璫花》（1983-1994）
6. 第六冊《忠孝公園》（1995-2001）

### 散文
陳映真散文頗多，但多散於報章雜誌或為人專書作序，洪範書店曾於2004年出版《陳映真散文集1—父親》。

### 評論
- 《现实主义艺术的新希望》

该文以笔名“许南村”于1978年发表于《诗潮》第三集，文中称：“主观而主动地创造克服人的疏离的伟大的作品……这就不单只要求这个作家把他抵抗人的疏离的意念结晶于作品的内容，他还须要充份地认识到艺术品在工商社会中受制约于市场法则的整个生产到消费的行程，积极地掌握现有的艺术表达形式，写出现代人生的破碎、不连续、庸俗化和失去动能的条件；鼓励人和社会、人和历史，从而人和人之间生动活泼的关系的伟大的、这个时代的、这个民族的现实主义之艺术。”
- 《知識人的偏執》
- 《孤兒的歷史、歷史的孤兒》
- 《西川滿與臺灣文學》
- 《中國結》

### 馬克思主義研究
《趙南棟》（1987年發表）和《歸鄉》（1999年發表）之間的十二年是陳映真暫停小說創作的特殊時期。由於台灣島內的統獨爭論在九十年代走向高揚，陳映真便認為自己只有徹底認識台灣社會，確認台灣社會的變革方向，才能重新開始自己的小說創作。為此，他將寫作精力投入中國馬克思主義社會形態理論所特別重視的社會性質研究，尤其是台灣社會性質問題。為研究此問題，他成立專門研究此問題的台灣社會科學研究會，並擔任首任會長。社會性質論的研究重點之一，是對台灣歷史進行時代區分。旅日學者劉進慶的論點對他影響甚深，但陳映真仍然形成了具有其個人特色的看法。據學者研究，截至2000年在《聯合文學》與陳芳明發生論戰為止，陳映真在台灣歷史分期問題上的最後觀點如下：
- 1895-1945年：殖民地－半封建社會。
- 1945-1949：半殖民地－半封建社會。
- 1949-1966：國民黨（擬似）波拿巴政權支配下的新殖民地－半資本主義社會。
- 1966-1980年代中期：國民黨（擬似）波拿巴政權時代的新殖民地－依附性資本主義社會。
- 1980年代中期：波拿巴政權還政台灣本土資產階級。
- 1980年代中期-2000：壟斷資產階級專政時代的新殖民地－壟斷資本主義社會。
- 2000以後：壟斷資產階級專政時代的新殖民地－「國家」壟斷資本主義社會[31]。

### 主編
- 《人間》
- 《人間思想創作叢刊》

陳映真主辦的《人間》雜誌是月刊，1985年11月創刊，1989年9月終刊，共出了47期，差1期滿四年。
小說家陳映真於1985年集資募才，創辦《人間》雜誌，距今已近30年。《人間》雜誌曾經是報告文學和報導攝影的典範，培植了許許多多優異的作家和攝影工作者。《人間思想》承襲《人間》的精神，在日漸荒枯的人間，重新追索人的靈魂，探尋生命的意義。

### 電影劇本
- 《杜水龍》（與劉大任、李至善合著）[33]

## 作品風格
陳映真的作品受到魯迅影響，主要以描寫城市知識分子的生活和情緒為主，作品充滿憂鬱與苦悶的色調以及人道主義關懷。1979年第二次被捕後，作品焦點轉變為跨國企業對第三世界經濟、文化與心靈的侵略，如〈華盛頓大樓〉系列小說。

### 小說改編
2004年，雲門舞集將陳映真小說〈將軍族〉、〈兀自照耀著的太陽〉、〈哦！蘇珊娜〉、〈山路〉、〈雲〉等篇章改編為舞劇《陳映真‧風景》。
2018年，盜火劇團將陳映真小說〈山路〉改編為舞台劇《山路上》。

## 獎項及榮譽
- 1979年第十屆吳濁流文學獎（小說獎正獎）
- 2003年第二屆花蹤世界華文文學獎

## 平反
2019年5月30日，促進轉型正義委員會促轉三字第1085300156A號函文，正式撤銷受難者徐維琛君等2006人之刑事有罪判決暨其刑，其中(58)初特字第20號，有關陳映真共同預備以非法之方法顛覆政府之有罪判決暨其刑之宣告正式撤銷。

## 批評
2010年7月12日，政評家曹長青在《自由時報》上發表文章，批評陳映真、朱秀娟及莫那能等數位加入中國作家協會的作家，曹長青聲稱他們這樣做是為了獲得共產中國所給予的豐厚利益。
2016年11月22日，陳映真逝世後，《立場新聞》發表文章，介紹了陳映真的一生，文章提到陳映真被指控為親中派人士，並且因其親共立場而受到不少人批評，例如曹長青在文中指責陳映真漠視中華人民所承受的苦難，他表示自己曾經當面向陳映真講述中共政權所犯下的種種罪行，曹長青聲稱因為陳映真無法對此作出反駁，所以他只好裝作對此一無所知的樣子。

## 思想遺產
廈門大學歷史與文化遺產學院歷史學系副教授邱士杰副教授曾撰文詳細介紹陳映真的社會學思想發展及其與其他部份左派人士（特別是台獨左派人士）之間的爭論，其指出陳映真在關於台灣的社會形態的研究別樹一格且作出不少貢獻，但陳映真未能完全了解南韓及日本左派關於壟斷資本主義的學術爭論所講使用的各種概念的意思，例如他未能區分社會性質及社會形態這兩個概念，此外，陳映真曾期望兩岸統一能促使台灣資產階級推動社會變革，但他後來意識到這種方法未必可行，並發現中華人民共和國的改革開放政策不但未必有利於兩岸被壓迫人民之團結，反使大部份資源被少數人掌控，因此陳映真開始期望兩岸無產階級可以聯合起來推動社會變革，最後，邱士杰聲稱陳映真所提出的説法雖有值得借鑒之處，但因台灣缺乏一個能夠嫻熟地運用馬克思主義觀點的環境與集體來作為陳映真的對話對象，因此陳映真的見解始終存在著自己和自己對話的困境，即便如此，陳映真仍可視為台灣「第二波無產階級運動」結束之後賡續其軌跡的先驅者。